# Mañu
Mañu es una entidad de población española del municipio de Bermeo, perteneciente a la provincia de Vizcaya, en la comunidad autónoma del País Vasco.

## Toponimia
El nombre del lugar puede encontrarse escrito con las grafías Mañu, Mañua y Mañuas.

## Historia
Hacia mediados del siglo XIX, el lugar era referido como un barrio ya por entonces perteneciente a Bermeo. Aparece descrito en el undécimo volumen del Diccionario geográfico-estadístico-histórico de España y sus posesiones de Ultramar de Pascual Madoz con las siguientes palabras:

MAÑUAS: barrio en la prov. de Vizcaya, part. jud. de Guernica, térm. de Bermeo.
(Madoz, 1848, p. 205)

En 2023, la entidad singular de población tenía empadronados 83 habitantes.